# Londres
Londres är en ort i Argentina.   Den ligger i provinsen Catamarca, i den norra delen av landet, 1 100 km nordväst om huvudstaden Buenos Aires. Londres ligger 1 222 meter över havet och antalet invånare är 2 627.
Terrängen runt Londres är varierad. Runt Londres är det mycket glesbefolkat, med 2 invånare per kvadratkilometer.. Det finns inga andra samhällen i närheten.
Omgivningarna runt Londres är i huvudsak ett öppet busklandskap.